# Carmenelectra shehuggme
Carmenelectra shehuggme (лат.) — вид ископаемых короткоусых двукрылых насекомых  из семейства Mythicomyiidae.

## Описание
Мелкие мухи с длиной около 2 мм. Сходен с близким видами своего рода, но отличается от них жёлтыми отметинами на прескутеллярной области и на скутеллюме (эти области тёмно-коричневые у Carmenelectra shechisme и Carmenelectra pernigra) и жёлтыми задними частями II—VII тергитов (эти тергиты полностью чёрные у видов C. shechisme и C. pernigra). Обнаружены в эоценовом ровенском янтаре (33—37 млн лет). Вид был впервые выделен в 2013 году диптерологом Нилом Эвенхусом (Center for Research in Entomology, Bishop Museum, Гонолулу, Гавайи, США) в куске тёмно-жёлтого янтаря размером около 2 см.